# Клуб путешественников
«Клуб путеше́ственников» — советская и российская телевизионная программа, посвященная популяризации туризма и путешествий. Была в телевизионном эфире с 18 марта 1960 года и сначала носила название «Клуб кинопутеше́ствий». За всё время вышло более 2 тыс. выпусков. В 1985 году передача была занесена в «Книгу рекордов Гиннесса» как старейшая программа советского телевидения.

## История
Первоначально программа выходила раз в месяц в прямом эфире, каждый выпуск длился один час. Две трети эфирного времени занимали сюжеты о туристических достопримечательностях союзных республик СССР, одну треть сюжеты о зарубежье (как правило, это были два сюжета, один из которых обязательно был посвящён какой-нибудь социалистической стране).
Организатором и редактором программы стала Инга Прокофьевна Войтенко, театровед по образованию. При подготовке передач она использовала материалы архивов, музеев, выставок, любительские и посольские фильмы, заказывала будущие сюжеты советским журналистам за рубежом, приглашала комментаторов в студию.
Первым и бессменным на протяжении 13 лет ведущим программы был Владимир Шнейдеров, до этого выступавший с лекциями и показами видовых фильмов в Политехническом музее. После его смерти в январе 1973 года небольшое время программу вёл профессор Андрей Банников, а затем новым ведущим стал врач и путешественник Юрий Сенкевич (по рекомендации диктора Владимира Ухина). Сенкевич вёл передачу на протяжении последующих тридцати лет, при нём она достигла небывалой популярности, само имя Сенкевича стало неизбежно ассоциироваться с путешествиями.
Часть эфирного времени была посвящена сюжетам о фауне, в 1968 году они были выделены в отдельную программу «В мире животных». Постоянным спецкорреспондентом с 1977 по 1992 год был Станислав Покровский (1939—2012). После перехода производства передачи к ООО «Клуб кинопутешествий» (дочерней структуре телекомпании «ВИD», основанной сыном Сенкевича — Николаем) в заставке каждого выпуска обязательно прописывался его порядковый номер.
Гостями передачи были такие знаменитые исследователи, как Тур Хейердал, Фёдор Конюхов, Жак-Ив Кусто, Бернард Гржимек, Гарун Тазиев, Карло Маури, Бруно Вайлатти, Жак Майоль, Яцек Палкевич, Владимир Чуков, Юлиан Бромлей и др.
Программа получила ряд международных и национальных премий («ТЭФИ—1997», «Хрустальный глобус»).
С 1988 по 1991 год на Второй программе ЦТ СССР транслировалась с сурдопереводом, затем на 1-м канале Останкино и ОРТ утренние еженедельные повторы также транслировались с сурдопереводом.
В октябре 2003 года программа была закрыта в связи со смертью Юрия Сенкевича.
В Гостелерадиофонде в плёночном виде хранится часть выпусков программы периода с 1977 по 1992 год (всего 112 выпусков телепередачи).

## Музыка и заставки
В финальных титрах использовался отрывок из инструментальной композиции «The Wind Chimes» из альбома 1987 года Islands Майка Олдфилда. Некоторое время в качестве фоновой музыки использовалась композиция «Mammagamma» из альбома Eye in the Sky (1982) группы The Alan Parsons Project. В заставке к киноальманаху «Вокруг света» (приложение к передаче) использовалась музыка из композиции «Why Can’t This Be Love» американской хард-рок-группы Van Halen или «Peter Gunn» британская группа новой волны Art of Noise. Также во многих эпизодах программы использовалась композиция «Crockett’s Theme» чешского композитора Яна Хаммера в двух вариантах и музыка греческого композитора Вангелиса, японского композитора Китаро и немецкого композитора Клауса Шульце.

## Награды
- Благодарность Президента Российской Федерации (17 марта 2000 года) — за большой вклад в развитие культуры и просвещения[10].